# Sveriges Television
Sveriges Television (en català, «Televisió de Suècia»), més coneguda per les inicials SVT, és l'empresa de televisió pública de Suècia.
Va ser fundada el 1956 com a Sveriges Radio TV i des del 1979 amb el seu nom actual i separada de la ràdio pública, Sveriges Radio. No és una companyia estatal, sinó que està dirigida per una fundació independent, Sveriges Television AB, on els membres del consell d'administració són escollits pel parlament. Va mantenir el monopoli de la televisió fins a l'arribada dels canals privats el 1987 i l'analògic TV4 el 1992.
Actualment gestiona cinc canals en quatre frequències: dues generalistes (SVT1 i SVT2), un infantil (Barnkanalen), un informatiu (SVT24) i un cultural (Kunskapskanalen).
És membre de la Unió Europea de Radiodifusió des de 1956.

## Història

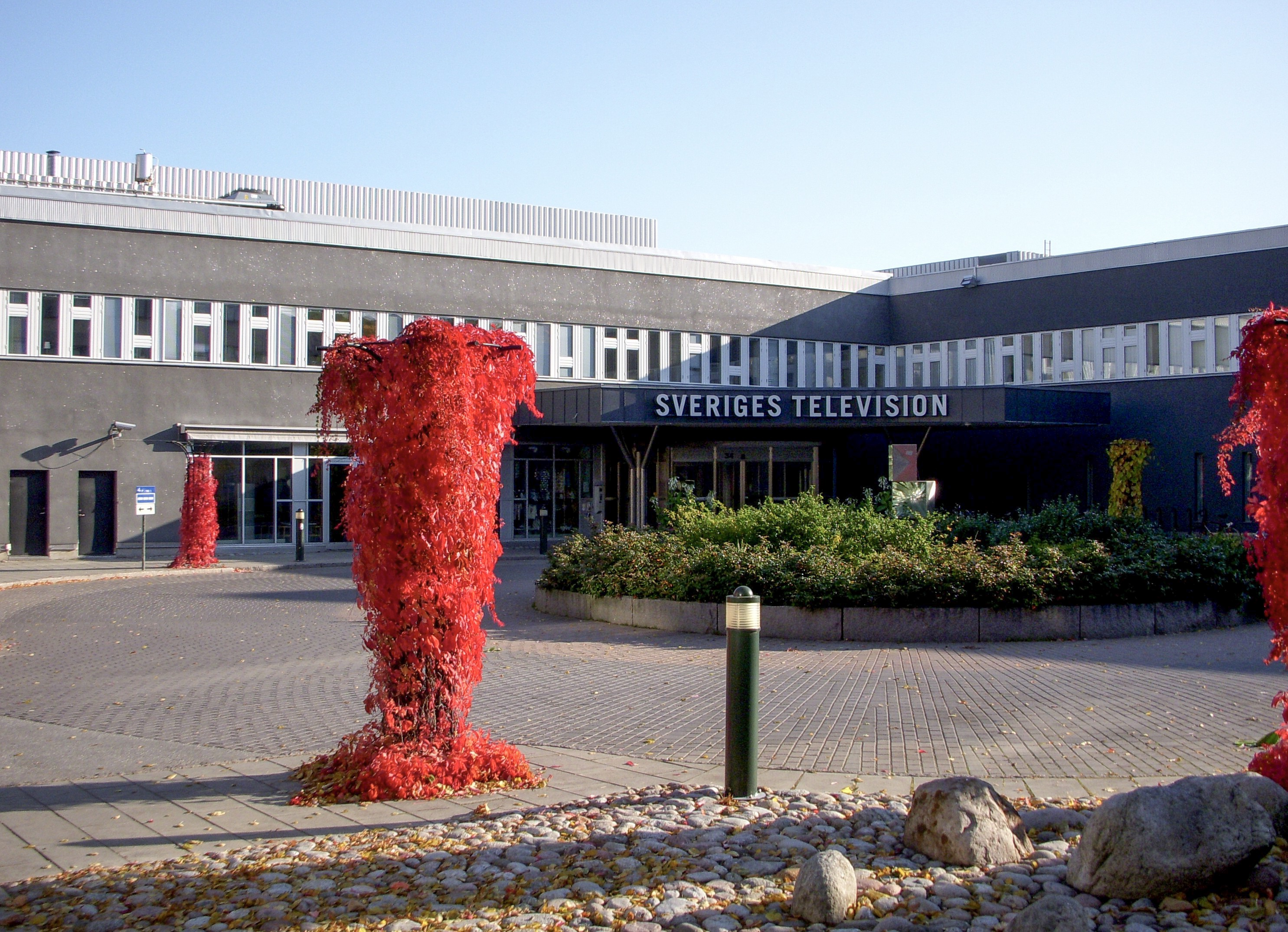
Seu central de SVT a Estocolm

La televisió pública sueca té el seu origen en Sveriges Radio, la radiodifusora pública del país des de 1925. Aquesta empresa va desenvolupar les primeres emissions experimentals de televisió a partir del 29 d'octubre de 1954 des de l'Institut Real de Tecnologia d'Estocolm.
El canal de televisió Radiotjänst TV va iniciar les emissions de prova el 4 de setembre de 1956 amb un transmisor a Nacka, dins de l'àrea metropolitana d'Estocolm. Per al seu manteniment es va establir un import anual sobre cada aparell de televisor. a partir de 1957 es va consolidar el senyal regular de televisió i s'adoptà el nom de Sveriges Television (SVT). Un any més tard es van crear els serveis informatius "Aktuell".
SVT va començar a emetre en color el 1956, encara que no de forma regular fins al 1970. El seu segon canal TV2, exclusiu en UHF, va començar l'activitat el 5 de desembre de 1969, fomentant una competència entre les dues cadenes.
a partir de 1979, el govern suec va remodelar els serveis públics de radiodifusió amb la reorganització en quatre empreses subsidiàries (Sveriges Riksradio (ràdio nacional), Sveriges Television (televisió), Sveriges Utbildningsradio (educació) i Sveriges Lokalradio (ràdio local)), moment en què SVT va deixar de dependre de Sveriges Radio. El canal SVT1 va mantenir la seva seu a Estocolm, mente que SVT2 es va instal·lar a Malmo i es va quedar amb les desconnexions, encara que mantenint-se la competència entre els dos canals.
Amb l'entrada dels canals privats es va trencar el monopoli de la SVT, primer amb el canal per satèl·lit TV3 el 1987 i després amb l'analògic TV4 el 1992.
El 1994 l'empresa va a passar a ser dirigida per la fundació independent Sveriges Television AB, amb l'objectiu de garantir la independència dels organismes públics de radiodifusió. Els dos canals van deixar de competir entre ells i canviaren al nom i contingut actual, SVT1 (generalista) i SVT2 (cultural).
El 1999 van començar les proves de la Televisió Digital Terrestre, amb serveis regionals i la creació del canal informatiu VT24. El 2006 es va establir el vídeo sota demanda a Internet i el 2007 va culminar la transició de l'analògic al digital.

## Organització
A suècia, la radiodifusió pública és gestionada per empreses amb responsabilitats definides i gestió pròpia: Sveriges Radio (ràdio), Sveriges Television i Utbildningsradio (servei educacional). La fundació que les agrupa s'anomena Förvaltningsstiftelsen för SR, SVT och UR (Fundació per a la gestió de SR, SVT i UR).
La SVT és dirigida des del 1994 per la fundació Sveriges Television AB, creada per a garantir la independència editorial respecte del poder executiu. El seu consell d'administració està format per 11 membres elegits pel parlament, a partir de propostes dels grups polítics. El president és nomenat després d'un any de la celebració de les últimes eleccions legislatives. Des del setembre de 2014 la màxima responsable és Hanna Stjärne.
L'empresa manté la seu central a Estocolm i disposa de vuit centres de producció: quatre a la capital (on s'inclouen els serveis informatius, de ficció i esports) i la resta a Malmö, Göteborg, Norrköping i Umeå.
Per a mantenir el servei de televisió pública, els suecs han de pagar un impost directe que es reparteix entre totes les empreses públiques. el govern pot variar l'import que rep cada empresa. Aquest impost el paga cada llar que té un receptor capaç de rebre el senyal de televisió, encara que l'aparell no s'utilitzi per a aquesta finalitat. El cost és d'aproximadament unes 2.000 corones sueques, i el cobra l'empresa pública Radiotjänst i Kiruna AB i s'abona a través d'un compte del Banc de Suècia.

## Canals

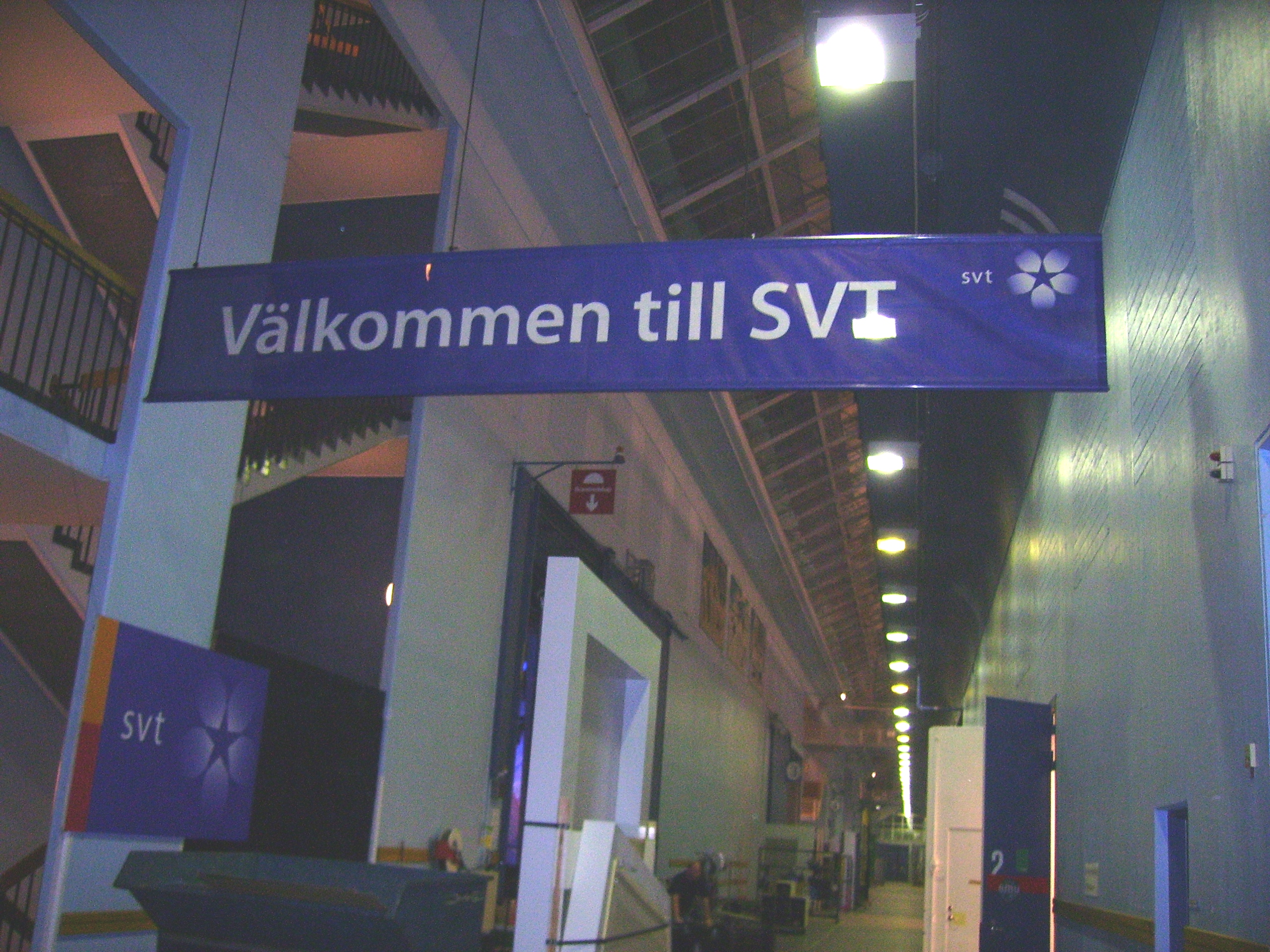
Rètol de benvinguda a SVT en un passadís de les oficines.

Sveriges Television té cinc canals que emeten regularment a Suècia:
- SVT 1: Canal generalista dirigit a tota la família, especialitzat en entretenimient i informatius. Emet també en alta definició.
- SVT 2: Segon canal, dirigit a un públic més jove. Inclou espais culturals, minoritaris i alternatius. Emet també en alta definició.
- SVT Barnkanalen: Canal de televisió infantil i juvenil.
- SVT24: Canal amb reposicions de programes de SVT1 i SVT2 en les actualitzacions de la tarda, i d'informació contínua durant la nit. Comparteix freqüència amb Barnkanalen.
- Kunskapskanalen: Especialitzat en documentals, debats, cultura i art, és gestionat per SVT i Utbildningsradio.

A més, SVT gestiona els serveis de televisió regional i l'internacional SVT World, que emet producció pròpia a través dels satèl·lits Eurobird (a Europa i Orient Mitjà) i Thaicom (gran part d'Àfrica, Àsia i Oceania) i també com un canal terrestre en zones de parla sueca del sud de Finlàndia. Tots els canals estan disponibles en plataformes de satèlit, cable i a internet a través del portal svt.se, considerat un canal més, que inclou el servei sota demanda SVT Play i l'arxiu històric.
SVT1, SVT2, Barnkanalen, SVT24 i Kunskapskanalen també estan disponibles a través de la TDT a Åland i poden ser distribuïts a les xarxes de cable finlandeses. A la regió d'Ostrobòtnia (Finlàndia) SVT1, SVT2, SVTB i SVT24 es transmeten a través de la TDT com a televisió de pagament a la població de parla sueca. Els senyals dels transmissors terrestres a Suècia poden ser rebudes en algunes zones de Dinamarca i Noruega, així com a Finlàndia septentrional prop de Suècia. Les xarxes de cable en els països nòrdics generalment redistribueixen SVT1 i SVT2.